# آيت احمد أورحو (آيت رحو 2)
آيت احمد أورحو هو دُوَّار يقع بجماعة سبت آيت رحو، إقليم خنيفرة، جهة بني ملال خنيفرة في المملكة المغربية. ينتمي الدوّار لمشيخة آيت رحو 2 التي تضم 4 دواوير. يقدر عدد سكانه بـ 524 نسمة حسب الإحصاء الرسمي للسكان والسكنى لسنة 2004.

## وصلات خارجية
- البوابة الوطنية للجماعات الترابية
- المندوبية السامية للتخطيط